# 의왕시의 향토유적
의왕시의 향토유적은 다음 각 호에 해당하는 것을 말한다.
1. 「문화재보호법」에 따라 문화재 및 건조물로 지정되지 아니한 것으로써 향토의 역사, 예술상가치가 있는 것과 이에 준하는 고고자료
2. 향토 문화재로서 보존 가치가 있을 것으로 기대되는 유적
3. 향토문화·토속·풍속을 연구하는데 기대되는 유적

## 지정 목록
| 번호 | 그림 | 명칭                   | 소재지               | 소유자 (관리자) | 지정·해제일자        | 비고 |
| ---- | ---- | ---------------------- | -------------------- | --------------- | -------------------- | ---- |
| 1호  |      | 한익모선생묘           | 의왕시 월암동 27-11  |                 | 1989년 1월 1일 지정  |      |
| 2호  |      | 채세영선생묘 및 신도비 | 의왕시 포일동 산12   |                 | 1989년 1월 1일 지정  |      |
| 3호  |      | 청풍김씨 묘문비        | 의왕시 왕곡동 586-2  |                 | 2022년 2월 25일 지정 |      |
| 4호  |      | 김징선생 신도비        | 의왕시 왕곡동 산25-2 |                 | 2022년 2월 25일 지정 |      |
| 5호  |      | 김유선생 신도비        | 의왕시 왕곡동 산9-3  |                 | 2022년 2월 25일 지정 |      |
| 6호  |      | 김우증선생 신도비      | 의왕시 왕곡동 산4-1  |                 | 2022년 2월 25일 지정 |      |

## 참고 문헌
- 의왕시 홈페이지 - 고시/공고